# Jacob Waterbolk
Jacob Waterbolk (Schouwerzijl, 1 januari 1816 - Wehe, 1 maart 1892) was een Nederlands bestuurder. Hij was van 8 april 1856 tot zijn overlijden in 1892 burgemeester van Kloosterburen. Alvorens hij burgemeester werd was hij al gemeenteontvanger van de gemeente Leens en Kloosterburen. Daarnaast was hij bij het tweede bataljon rustende schutterij van Groningen in dienst als luitenant-kwartiermeester.
Jacob Waterbolk was een achteroom van archeoloog Tjalling Waterbolk.  